# Организация по прехрана и земеделие
Организацията на ООН по прехрана и земеделие (на английски: Food and Agriculture Organization, FAO; на френски: Organisation des Nations Unies pour l’alimentation et l’agriculture, ONUAA), в български текстове срещана като ФАО, е специализирана агенция на ООН, която ръководи международните усилия в борбата срещу глада.
В услуга както на развитите, така и на развиващите се страни, организацията действа също като форум, на който всички нации се срещат като равноправни да договарят споразумения и разискват политики, свързани със световното прехранване. ФАО е също така източник на знания в помощ на страни, стремящи се да модернизират и подобрят своето селско стопанство, лесовъдство и риболов с цел гарантиране на продоволствена сигурност и прехрана за всички. Считано от август 2013 г., ФАО има 194 държави членки, както и асоциирани членове (Токелау, Фарьорските острови и Европейският съюз.

## История
Идеята за създаване на международна организация за наблюдение на селското стопанство и храните в световен мащаб е възниква след процес на кодификация на международното право в края на XIX и началото на XX век. През май – юни 1905 г. в Рим се провежда международна конференция, което води до сключването на международна конвенция за създаването на Международен селскостопански институт.
Международният селскостопански институт престава да функционира по време на Втората световна война и официално прекратява дейността си с резолюция на постоянната комисия към института на 27 февруари 1948 г. Неговите функции са прехвърлени на новосъздадената Организация по прехрана и земеделие.

## Организация
ФАО е учредена на 16 октомври 1945 г. в Квебек (град) Канада. През 1951 г. централата е преместена от Вашингтон (Окръг Колумбия) САЩ в Рим Италия. Организацията се ръководи от Конференцията на страните членки, която заседава на всеки две години за да разгледа постигнатото, да приема нова работна програма и нов бюджет за следващия период. Конференцията избира съвет от 49 страни членки, които действат като временен управляващ орган и главен директор, който оглавява агенцията.
ФАО е изградена от 7 отдела: селско стопанство и потребителска защита; икономическо и социално развитие; рибарство и аквакултури; горско стопанство; корпоративни услуги, човешки ресурси и финанси; управление на природните ресурси и околната среда; техническо сътрудничество. През 1994 г. организацията претърпява най-значителните промени от основаването си за опростяване на процедурите, децентрализиране и съкращаване на разходи. В резултат на тези действия са спестени около 50  млн. долара на година.

### Бюджет
Бюджетът за редовната програма на ФАО се събира от страните членки чрез вноски, определени на Конференцията. Той включва основна техническа работа, сътрудничества и партньорства, обмяна на знания, насоки и администрация, управление и сигурност.
Редовният бюджет на ФАО за двугодишния период 2010 – 2011 г. е 1 млрд. долара, като се очаква той да достигне 1,2 млрд долара.

### Ръководство
Генерални директори
- Джон Бойд Ор (Брит.): октомври 1945 г. – април 1948 г.
- Норис Дод (САЩ): април 1948 г. – декември 1953 г.
- Филип Кардън (Сащ): януари 1954 г. – април 1956 г.
- Хърбърт Бродли (Брит.) (наместник): април 1956 г. – ноември 1956 г.
- Бинай Ранжан Сен (Индия): ноември 1956 г. – декември 1967 г.
- Адеке Хендрик Боерма (Хол.): януари 1968 г. – декември 1975 г.
- Едуард Саума (Ливан): януари 1976 г. – декември 1993 г.
- Жак Дюф (Сенегал): януари 1994 г. – декември 2011 г.
- Хосе Грациано да Силва (Бразилия): януари 2012 – юли 2019
- Цюй Дунюй (Qu Dongyu), (Китай): август 2019 – 31 юли 2023

Заместник генерални директори
- Уилам Нобел Кларк (САЩ): 1948
- Нърбърт Брадли (Великобритания): 1948 – 1958
- Фредрих Трауот Уолън (Швейцария): 1958 – 1959
- Норман Ц. Райт (Великобритания): 1959 – 1963
- Орис В. Уелс (САЩ): 1963 – 1971
- Рой И. Джаксон (САЩ): 1971 – 1978
- Ралф У. Филипс (САЩ): 1978 – 1981
- Едуард М. Уест (Великобритания): 1981 – 1985
- Деклан Дж. Уалтън (Ирландия): 1986 – 1987
- Миролюб Джалич (Югославия, отговорник за Европа): 1986 – 1989
- Бонд Фридхайм (Швейцария)(храни): 1987 – 1989
- Хауърд Хджорт (САЩ): 1992 – 1997
- Викрам Дж. Шах (Великобритания): 1992 – 1995
- Дейвид А. Харчарик (САЩ): 1998 – 2007
- Джеймс Г. Бътлър (САЩ): 2008 – 2010
- Чангчуй Хи (Китай) (Операции): 2009 – 2011
- Анн Тутуйлър (САЩ) (Знание): 2011 – 2012
- Манож Джунежа (Индия) (Операции): 2011 – 2012
- Дан Густавсон (САЩ) (Операции): 2012 –

### Офиси
Централен офис
Седалището на организацията се намира в Рим. До 18 април 2005 г. пред сградата се е намирал Аксумският обелиск – военен трофей, задигнат от войниците на Мусолини от Етиопия през 1937 г.
Регионални офиси
- Регионален офис за Африка в Акра, Гана
- Регионален офис за Латинска Америка и Карибите в Сантяго, Чили
- Регионален офис за Азия и Тихоокеания в Бангкок, Тайланд
- Регионален офис за Близкия изток в Кайро, Египет
- Регионален офис за Европа и Централна Азия в Будапеща, Унгария

Вътрешнорегионални офиси
Координационната служба за Северна Америка във Вашингтон, DC
- Вътрешнорегионален офис за Централна Африка (SFC) в Либревил, Габон
- Вътрешнорегионален офис за Централна Америка (SLM) в Панама Сити, Панама
- Вътрешнорегионален офис за Централна и източна Европа в Будапеща, Унгария
- Вътрешнорегионален офис за Централна Азия в Анкара, Турция
- Вътрешнорегионален офис за Източна Африка (SFE) в Адис Абаба, Етиопия
- Вътрешнорегионален офис за Северна Африка в Тунис, Тунис
- Вътрешнорегионален офис за Южна и източна Африка в Хараре, Зимбабве
- Вътрешнорегионален офис за Карибите в Бриджтаун, Барбадос
- Вътрешнорегионален офис за Тихоокеанските острови в Апия, Самоа
- Вътрешнорегионален офис за Западна Африка (SFW) в Аккра, Гана

Координационни офиси
- Координационен офис за Северна Америка във Вашингтон, D.C.
- Координационен офис за Япония в Йокохама
- Координационен офис за Европейския съюз и Белгия в Брюксел
- Координационен офис за ООН в Женева
- Координационен офис за ООН в Ню Йорк

## Направления

### Прехрана

#### Codex Alimentarius
FAO и WHO създават Codex Alimentarius Commission през 1963 г. с цел разработване на стандарти за храните, насоки и текстове, като например кодекси за добри практики в рамките на съюза FAO/WHO – програма за хранителните стандарти. Основните цели на програмата са защитата на здравето на потребителите, гарантиране на лоялна търговия и насърчаване на координирането на всички хранителни стандарти, поети от междуправителствени и неправителствени организации.

#### Среща на върха
Срещата на високо равнище за хранителната сигурност се състои в Рим, Италия, от 16 до 18 ноември 2009 г. Решението да се свика срещата е взето от Съвета на ФАО по предложение на главния директор Жак Дюф. 60 държавни глави и 192 министри присъстват на срещата. Страните единодушно приемат декларация, заявявайки отново своя ангажимент да заличат световния глад възможно най-скоро.

#### Кампания TeleFood
Повишаването на осведомеността относно проблема с глада мобилизира енергия за намиране на решение. През 1997 г. ФАО стартира TeleFood, кампания от концерти, спортни мероприятия и други дейности, която да обедини силата на медиите, известни личности и загрижени граждани в борбата срещу глада. От учредяване си кампанията е генерирала близо 28 милиона долара и 15 млн. евро дарения. С парите, набрани чрез TeleFood, се плаща за малки, устойчиви проекти, които помагат на дребните фермери да произвеждат повече храна за техните семейства и общности.
Проектите предоставят материални ресурси, като риболовното оборудване, семена и селскостопански инвентар. Те варират значително, от подпомагането на семейства с отглеждането на свине във Венецуела, през създаване на училище градини в Кабо Верде и Мавритания или предоставяне на училищни обеди в Уганда и обучаването на деца сами да отглеждат храната си, до отглеждането на риба в Общността за прокажени в Индия.

#### Посланици на добра воля
Програмата на FAO за посланици на добра воля стартира през 1999 г. Основната цел на програмата е да се привлече общественото и медийно внимание към неприемливото положение, че 1 милиард хора продължават да страдат от хроничен глад и недохранване във време на невиждано изобилие. Тези хора водят живот в мизерия и са лишени от едно от най-основните човешки права: правото на храна. Правителствата не могат сами да сложат край на глада или недохранването. Мобилизацията на публичния и частния сектор, с участието на гражданското общество и за обединяването на колективни и индивидуални средства са необходими, за да измъкнат хората от омагьосания кръг на хроничния глад и недохранване.
Всеки от посланици на добра воля на ФАО – известни личности от областта на изкуството, забавлението, спорта и академичните среди (някои от които са носителката на Нобелова награда Рита Леви Монталчини, актрисата Гонг Ли, покойният певец Мириам Макеба, международните изпълнители Ронан Кийтинг и Анггън и футболистите Роберто Баджо и Раул) е поел личен и професионален ангажимент към визията на ФАО за бъдещите поколения – свят, в който храната е даденост, а не привилегия. Използвайки своите таланти и влияние, посланиците на добра воля привличат стари и млади, богати и бедни в кампанията срещу световния глад. Те имат за цел да направят „храна за всички“ реалност през 21 век.

#### Право на храна
През 2004 г. са приети ‘Насоки към правото на храна’, които предлагат на членките напътствия относно начините за изпълнение на задълженията си по правото на прехрана.

#### Хранителна криза
През декември 2007 г. FAO стартира своята инициатива за „растящи цени на храните“, за да подпомогне малките производители да увеличат продукцията си и да печелят повече. С тази инициатива FAO допринася към работата на отдела на ООН, High-Level Task Force срещу световната хранителна криза, която изготвя цялостната рамка за действие. FAO реализира проекти в над 25 страни и междуведомствени мисии в близо 60, увеличавайки своето наблюдение чрез „Глобалната информационна система за ранно предупреждение на храните и земеделието“, което предоставя стратегически консултации на правителствата и подкрепя техните усилия за увеличаване на производството и инвестициите в селското стопанство. ФАО също така е работи ръка за ръка с Европейския съюз. Пример за това е схемата за разпространение и да се размножаване на качествени семена в Хаити на стойност 10,2 млн. долара и 7,5 милиарда евро, която значително увеличи производството на храни, като осигурява по-евтини храни и повишаване на доходите на земеделските производители.

#### Партньорство с ЕС
През май 2009 г. ФАО и ЕС подписват първоначален помощен пакет на стойност 125 млн. евро, за подпомагане на дребни фермери в страните, засегнати тежко от покачващите се цени на храните. ФАО получава около 200 млн. евро за работата си в 25 държави, от които 15,4 млн. евро са за Зимбабве.

#### Хранителна сигурност
Специалната програма на ФАО за Хранителна Сигурност е главната инициатива с която организацията цели да намали наполовина броят на гладуващите в света преди 2015 г. (по сегашна преценка близо 1 млрд. души). Чрез проекти в повече от 100 страни по света, програмата насърчава ефективни и реални решения за справяне с глада, недохранването и бедността. 102 страни са включени в програмата от които приблизително 30 са започнали преминаването от пробни към национални програми.

#### Онлайн срещу глада
Проектът 1billionhungry (1 милиард гладни) става кампания на движението EndingHunger през април 2011 г. Начело с FAO в партньорство с други агенции на ООН и частни неправителствени групи, EndingHunger разширява границите на конвенционалното обществено застъпничество. Тя се основава на успеха на проекта 1billonhungry през 2010 г. и последващата верига от публични събития, довели до събирането на над три милиона подписи в световна петиция за прекратяването на световния глад. Петицията е първоначално представена пред представители на световните правителствата на церемония в Рим на 30 ноември 2010 г.
Интернетът и партньорствата са двата основни динамични аспекта на EndingHunger. Кампанията разчита на съдействието на организации и институции, които могат да улеснят нейното разпространение чрез поставяне на банери на техните собствени интернет страници или организирането на събития, целящи повишаване на обществената информираност относно проекта. През 2011 кампанията разширява своето мултимедийно съдържание, насочва вниманието си към споразумения за сътрудничество с партьорски организации и се фокусира върху насърчаването на младите хора на възраст 14 – 25 години да разберат потенциала си като социален фактор за спирането на световния глад.
Проектът EndingHunger е бързо разпространима комуникационна кампания, постоянно подновяваща и разширяваща своите усилия за изграждане на движение чрез Facebook, Twitter и другите социални мрежи. На тези, които подписват петицията се дава възможност да препратят линка на сайта EndingHunger на приятелите си чрез социалните мрежи или имейл, с цел разпространяване на заинтересоваността и събиране на още повече подписи за петицията.
Следващата междинна цел на проекта EndingHunger е да разрасне мрежата си във Facebook до 1 милион членове. Както и с петицията, колкото повече хора се включат, толкова по-въздействащо е посланието до правителствата: „Не искаме да се примирим с факта, че стотици милиони живеят в хроничен глад.“ Отделни групи и индивиди също могат да организират събития свързани с проекта, канейки своите приятели, поръчвайки тениски, знамена и жълти свирки и принтирайки празна страница за подписка от сайта endinghunder.org.
Оригиналната кампания 1billionhungry взема своя лозунг „Бесен съм и няма да търпя това повече!“ от реплика на Питър Финч във филма ‘Network’ от 1976 г. Жълтите свирки са символ на кампанията от самото начало, от 1billionhungry до EndingHunger. (Творческата концепция е предоставена от McCann Erickson Italy Communication Agency.) Жълтата свирка символизира факта, че даваме „жълт картон“ на тихия убиец – глада. Тя е едновременно символ и на много събития и протести по целия свят, практическо средство за изразяване на недоволство и вдигане на шум относно ситуацията с глада.
Кампаниите 1billionhungry и EndingHunger продължават да привличат посланиците на ООН за добра воля от света на музиката и киното, литературата, спорта, социалния активизъм и управлението. Някои от най-известните лица са бившият бразилски президент Луис Инасио Лула да Силва, бившите президенти на Чили Рикардо Лагос и Мишел Бачелет, актрисата Сюзън Сарандън, актьорите Джеръми Айрънс и Раул Бова, изпълнителите Селин Дион и Anggun, писателите Изабел Алиенде и Андреа Камилери, музикантът Chucho Valdés и олимпийската легенда в леката атлетика Карл Люис.

### Селско стопанство

#### Международна конвенция
През 1952 г. FAO създава Международната конвенция за защита на растителността (IPPC). Тя работи за предотвратяване на международното разпространение на вредители и болести по растенията. Сред функциите ѝ са поддържане на актуалността на списъците на вредители по растенията, проследяване на нашествията от вредители и координиране на техническата помощ между страните членки. Към май 2012 г. 177 правителства са приели договора на организацията.

#### Глад и недохранване
Съюзът срещу глада и недохранването (AAHM) има за цел да покаже как държавите и организациите могат да бъдат по-ефективни в застъпничеството си и осъществяването на действия за справяне с глада и недохранването. Като глобално партньорство AAHM създава глобални връзки между местни, регионални, национални и международни институции, които споделят целите на борбата с глада и недохранването. Организацията работи за предоставяне на хранителна сигурност чрез засилване на ресурсите, подобряване на обмена на знания и укрепване на дейностите против глада в рамките на страните и между отделните държави на регионално и международно ниво.
Съюзът срещу глада и недохранването е първоначално създаден през 2002 г. с цел укрепване и координиране на националните усилия в борбата срещу глада и недохранването. Мисията му произтича от първата и осмата от целите на НАТО за „развитие на новото хилядолетие“ – намаляване на броя на хората, които страдат от глад наполовина до 2015 г. (предхождана от Римската декларация през 1996 г.) и за разработването на глобално партньорство за развитие. Алиансът е основан от хранителните агенции в Рим – Организацията по прехрана и земеделие на ООН (ФАО), Програмата UN World Food (WFP), Международния фонд за развитие на селското стопанство (IFAD) и Bioversity International.
AAHM обединява инициативи за развитието на борбата с глада инициирани както от хората към организациите, така и обратно. Съюзът свързва правителства, организации на ООН и неправителствени организации в едно с цел повишаване на ефективността чрез единство.

#### Интегрирана борба
През 1990-те години FAO поема водеща роля в насърчаването на интегрирана борба с вредителите при производството на ориз в Азия. Стотици хиляди фермери са обучени с помощта на метода, известен като Farmer Field School (FFS). Подобно на много от програмите, управлявани от FAO, средствата за Farmer Field School се финансират от двустранни доверителни фондове с Австралия, Нидерландия, Норвегия и Швейцария в качеството им на водещи донори. Усилията на ФАО в тази сфера са посрещнати със силен ентусиазъм от неправителствени организации, които иначе са критикували голяма част от работата на организацията в миналото.

#### Вредители и болести
FAO установява Система за аварийна превенция на трансгранични болести и вредители по животните и растенията през 1994 г., наблягайки на контрола над болести като чума по говедата, шап и птичи грип, помагайки на правителствата да координират своите действия. Един от ключовите елементи е Глобалната програма по унищожаване на чумата по говедата, стигнала до етап, в който големи зони в Азия и Африка са изчистени от заболяването по говедата за продължителен период от време. Междувременно Locust Watch наблюдава в световен мащаб ситуацията със скакалците и поддържа засегнатите страни и донори информирани за нататъшно развитие.

#### Глобална инициатива
Глобална инициатива за партньорство в разширяването на капацитета за отглеждане на растителни култури (GIPB) е глобално сътрудничество насочено към увеличаване на капацитета за растителното производство. Мисията на GIPB е да се повиши възможността на развиващите се страни да отглеждат растителни култури, с цел повишаване на хранителната сигурност и подобряване на устойчивостта на развитие чрез по-добро отглеждане на растенията и по-надеждни транспортни системи.
Крайната цел е да се гарантира, че значителна част от растениевъди, лидери, мениджъри, техници, донори и партньори са свързани помежду си чрез ефективна глобална мрежа. Повишаване на капацитета за отглеждане на растения в развиващите се страни е от решаващо значение за постигането на значими резултати в борбата с бедността и глада и за обръщането на текущите тревожни тенденции. Изкуственото отглеждане на растения е добре позната науката в състояние да разшири тяхната генетична база и адаптивност чрез комбиниране на модерни технологии конвенционални техники за подбор. От съществено значение е да се предотврати повторната поява на кризи като тази на нарастващите цени на храните и да се отговори на нарастващата нужда от източници на енергия, базирани на растителните култури.

#### Инвестиции
Отделът на ФАО по техническо сътрудничество поддържа Център за инвестиции, който промотира по-мащабно инвестиране в селско стопанското и селското развитите, като подпомага развиващите се страни да изготвят устойчиви политики, програми и проекти. Мобилизират се средства от различни институции, в това число Световната банка, банки за регионално развитие, международни фондове, както и ресурси на ФАО.

### Горско стопанство
Сред стратегическите цели на ФАО е продължителното поддържане на целостта на горите в света. Отделът по горите на ФАО работи за балансиране на социалните и екологичните съображения с икономическите нужди на селското население, живущо в горски територии. ФАО служи като неутрален форум за политически диалог, като надежден източник на информация за горите и дървета и като доставчик на експертна техническа помощ и консултации, с което помага на страните да разработват и прилагат ефективни национални програми.
FAO изпълнява едновременно ролята на световен координационен център за информация за горите и горските ресурси и на посредник, помагащ за изграждането на местен горски капацитет. В сътрудничество с държавите членки, FAO извършва периодични глобални оценки на горските ресурси, които са предоставени чрез доклади, публикации и уеб сайта на FAO. „Глобалната оценка на горските ресурсите“ предоставя цялостно отчитане на горите в световен мащаб. На всеки две години, ФАО публикува доклада „Състояние на горите в световен мащаб“, предоставящ цялостна информация за съществуващите и възникващи проблеми в горския сектор.
Вестник „Unasylva“, издаван от ФАО за горското стопанство, се публикува на английски, френски и испански редовно от 1947 г. Той е най-дълго публикуваният многоезичен вестник за горското стопанство в света.
FAO е официален спонсор на Международния ден на горите на 21 март всяка година, провъзгласен от Общото събрание на ООН на 28 ноември 2012 г.

### Спешно реагиране
ФАО помага на страните да предотвратят, смекчат, подготвят и откликнат при спешни ситуации. Организацията се стреми да подобри способностите на членовете си да се справят с кризи на хранителната сигурност, като предвижда и известява за евентуални негативни условия. Изготвянето на програми които подпомагат преминаването от помощи към възстановяване и развитие също са основата на ФАО при бедствия.

### Статистика
Отделът на ФАО по статистика публикува FAOSTAT – електронна онлайн многоезична база данни, съдържаща над 3 млн. записа от над 210 страни и територии, покриващи отрасли като селско стопанство, рибарство, хранене и население. Информация относно световните селскостопански търговски потоци също се публикува от отдела.

## Критика

### От 1970-те год.
Налице е обществена критика към FAO от най-малко 30 години насам. Недоволството от работата на организацията е сред причините за създаването на две нови организации след „Световната конференция по храните“ през 1974 г. към Общото събрание на ООН е създаден именно на „Световния продоволствен съвет“ президентстван от министър на земеделието на държава от определен континент на ротативен принцип с мандат 3 години и на „Международния фонд за селскостопанското развитие“ и от началото на 1980-те години има ясно изразено съперничество между тези организации. В същото време, „Световната програма по прехраната“, която започва като експериментална 3-годишна програма в рамките на ФАО, расте по-размер и независимост като директорите на ФАО и WFP се борят за власт. Световният продоволствен съвет на ООН е закрит през 1992 г.
В началото на 1989 г. организацията е атакувана от „Фондация по наследството“ – консервативна разследваща организация, базирана във Вашингтон. Фондацията пише: „Тъжният факт е, че по същността си ФАО се оказа безполезен в борбата с глада. С раздутата си бюрокрация, посредственост на своята работа и неефективност на служителите си, през последните години ФАО все повече се политизира.“ През септември същата година списание „Society“ публикува серия от статии за ФАО, включващи участие на фондация Heritage и отговор от служителя на ФАО Ричард Лидикер, по-късно описан от датския министър на земеделието (напуснал организацията) като „главен говорител на ФАО по непрозрачността“.
Едуард Саоума, генерален директор на ФАО, също е критикуван в книгата на Греъм Хенкок „Господари на бедността“, публикувана през 1989 г. Там се споменава „тлъстото заплащане“ на Саоума, неговият „автократичен стил на управление“ и „контрол върху потока на обществена информация“. Ханкок заключава, че „След всичко това човек остава с чувството, че тази институция е загубила своя път, отклонила се е от своя чисто хуманитарен и търсещ развитие мандат, и е загубила представата за своето място в света – за това точно какво се прави, и защо“. Тази критика се отправя главно по политически причини, тъй като ФАО и по-специално Саума налага ред видове ембарго на САЩ поради агресивната политика на военни интервенции на американския президент Роналд Рейгън в Централна Америка, бомбардировките над Либия на Муамар Кадафи през 1986 г. и военната намеса на американците и други западни държави във войната между Ирак и Иран през 1987 г., което води до реакцията на САЩ за неплащане на членския им внос във ФАО в нарушение на уставите на ООН и ФАО.
От своя страна САЩ и другите западни страни без Франция се опитват да огранизират свалянето на Едуард Саума от поста генерален директор на ФАО, като го заменят с Моис Менса от Бенин, но твърдата и безрезервна подкрепа на Едуард Саума от социалистическите страни в Източна Европа и Азия, както и много арабски и развиващи се страни преизбират Саума на поста генерален директор на ФАО на 24-та сесия на Генералната конференция на организацията през ноември 1987 г.
Доказано е след разследване във ФАО и в Италия, че Моис Менса е корумпиран заместник генерален директор във ФАО, приемащ подкупи от САЩ и западните държави и прокарващ интересите им в организацията зад гърба както на Едуард Саума, така и на бенинския президент и генерален секретар на Комунистическата партия Матьо Кереку. Въпреки критиките Едуард Саума служи като генерален директор в продължение на 3 последователни мандата от 1976 до 1993 г.
Стълкновенията между ФАО и САЩ продължават и в следващите години. През 1990 г. Държавният департамент на САЩ изрази мнение, че „Организацията по прехрана и земеделие изостава зад другите организации на ООН в отговор на желанията на САЩ за подобряване на програмата и бюджета на процесите за подобряване на възвръщаемост на инвестициите“, а ФАО отговаря, че „Ако САЩ продължават да критикуват действията на Организацията за наказанието им, взето с гласовете на повечето страни в света след техните агресивни военни действия, генералната конференция на ФАО ще ги изключи от организацията през 1991 г.“ ФАО подкрепя и действията на югославското и сръбското партийно и държавно ръководство на Слободан Милошевич и Борисав Йович за запазване на СФРЮ след началото на процеса по разпадане на югославската федерация, за което Едуард Саума прокарва специална за целта декларация.
През 1991 г. списание „The Ecologist“ публикува специално издание под заглавието „Организацията на ООН по прехраната и земеделието: Насърчаване на (влошаване на ситуацията със) световния глад“. Списанието включва статии, които поставят под въпрос политиката и практиката на ФАО в сферите на горите, рибарството, аквакултурите и контрола над вредителите. Статиите са написани от експерти като Хелена Норбърг-Ходж, Вандана Шива, Едуард Голдсмит, Мигел А. Алтери и Барбара Динхам.

### 2000 година
Конференцията относно храните през 2002 г., организирана от ФАО, е счетена за загуба на време от много от официалните участници. Социални движения, земеделци, животновъди, рибари, местно население, еколози, женски организации, профсъюзи и неправителствени организации изразяват „колективно разочарование и отхвърляне на официалната декларация на... конференцията“.
През 2004 г. ФАО изготвя спорен доклад, наречен „Биотехнологиите в селското стопанство: посрещане на нуждите на бедните?“. В доклада се твърди, че „Биотехнологиите в селското стопанство има реален потенциал като нов инструмент във войната срещу глада“. В отговор на доклада повече от 650 организации от цял свят подписват отворено писмо, в което казват: „FAO е прекършил ангажимента си към гражданското общество и организациите на селяните“. В писмото се твърди, че ФАО не се е консултирал с организациите, представляващи интересите на земеделските стопани и че ФАО се обединява с биотехнологичната промишленост и, следователно, докладът „повдига сериозни въпроси за независимостта и целостта на интелектуалната почтеност във важна агенция на ООН“. Генералният директор на ФАО реагира веднага, като посочва, че решенията в областта на биотехнологиите трябва „да се вземат на международно равнище от компетентните органи“ (тоест не от неправителствени организации). Той признава обаче, че „биотехнологичните изследвания са водени основно от световните топ 10 транснационални корпорации“ и „частният сектор защитава своите резултати с патенти, за да печели от своята инвестиция, и се съсредоточава върху продукти, които са без значение за храните в развиващите се страни“.
През май 2006 г. британски вестник съобщава за оставката на Луис Фреско, който е сред 8-те помощник генерални директори на ФАО. В писмото си Фреско заявява, че „Организацията не е в състояние да се адаптира към нова ера“, че „нашият принос и репутация намаляват постоянно“ и „ръководството ѝ не е предложило смели опции, за да се преодолее тази криза“.
През октомври 2006 делегати от 120 страни пристигат в Рим за 32-та сесия на „Комитета на ФАО по световната хранителна сигурност“. Събитието е широко критикувано от неправителствените организации, но до голяма степен пренебрегнато от големите медии. Oxfam призовава за край на „фестивалите с празни думи“, докато Via Campesina излиза с изявление, че критикува политиката на ФАО за хранителната сигурност.
Заключителният доклад на независима външна оценка на ФАО е публикуван на 18 октомври 2007 г. С повече от 400 страници оценката е първата по рода си в историята на организацията. Тя е поръчана с решение на 33-то заседание на Конференцията на ФАО през ноември 2005 г. В доклада се заключава, че „организацията днес е във финансова и програмна криза“, но „всички проблеми, засягащи организацията, могат да бъдат решени“.
Сред проблемите, отбелязани от IEE, са: „Организацията е консервативна и бавно се адаптира“, „ФАО в момента има тежка и скъпа бюрокрация“ и „Капацитетът на Организацията е в упадък и много от нейните основни компетенции сега са в опасност“.
Сред решенията са: „нова стратегическа рамка“, „институционална културна промяна и реформа на административните и управленски системи“.
Официалният отговор от FAO идва на 29 октомври 2007 г.: „Управлението подкрепя принципното заключение в доклада на IEE за необходимостта от „реформа с растеж“, така че да има FAO и за този век“.
Междувременно стотици хора от персонала на FAO подписват петиция в подкрепа на препоръките на IEE, призовавайки за „радикална промяна в управлението на културата и духа, деполитизация на назначенията, възстановяване на доверието между персонала и управлението и определяне на стратегическите приоритети на организацията“.
В заключение IEE заявява, че: „Ако FAO не съществуваше, щеше се наложи да бъде открита“.
През ноември 2008 г. на специална конференция на страните членки на ФАО се създава незабавен тригодишен план за действие за „реформа с растеж“ на стойност 42,60 милиона долара (38 600 000 евро), както се препоръчва от независима външна оценка (IEE).
Според плана 21,8 милиона долара, 15 млн. евро ще бъдат изразходвани през следващата година за преразглеждане на финансовите процедури, йерархии и управлението на човешките ресурси.

### Хранителна криза
През май 2008 г., докато говори за продължаващата световната хранителна криза, президентът на Сенегал Абдулай Уейд изразява мнение, че ФАО е „загуба на пари“ и че „трябва да го премахнем“. Уейд заявява, че ФАО до голяма степен е виновна за покачването на цените, както и че работата на организацията се дублира от други органи, които са управлявани по-ефективно, като Международния фонд на ООН за развитие на селското стопанство.
През 2008 г. ФАО спонсорира конференция на високо равнище по световната хранителна сигурност. Тя се характеризира с липсата на съгласие по въпроса за биогоривата.
Отзивите за конференцията от неправителствените организации са смесени. Oxfam отбелязва, че „Конференцията в Рим е важна първа стъпка в борбата с кризата с храните, но вече са необходими повече действия“. Мариам Раманиян от центъра на Иран за бъдещото развитие казва: „Ние сме поразени и отвратени да видим използване на хранителната криза за продължаване на действия, които ни доведоха до кризата с храните на първо място“.
Както и при предишните конференции, различни организации на гражданското общество провеждат паралелно заседание и издават своя декларация да „отхвърлят корпоративния, индустриален и енергоемки модел на производство и потребление, който е в основата на продължаващите кризи“.
Книгата „U.N. a Cosa Nostra“ относно управлението на организацията е на разположение в Amazon.com. FAO прави многобройни опити да се предотврати публикацията ѝ, но безуспешно.

## Обновяване
Широкообхватна програма за организационна реформа и културна промяна започва през 2008 г. след излизането на независима външна оценка. Централно преструктуриране и делегиране на вземането на решения създава по-достъпна и прозрачна структура и намалява разходите на организацията. Модернизиране и оптимизиране на административните и оперативните процеси са също в ход. Подобрена вътрешна работа в екип и по-тесни външни партньорства се обединяват с модернизирането на IT инфраструктурата и по-голяма автономия на децентрализираните служби на ФАО, което позволява на организацията да реагира бързо, когато нуждите са най-големи. Тъй като FAO се основава предимно на знанието, инвестиране в човешки ресурси е основен приоритет. Изграждане на капацитет, включително ръководна програма, ротация на служителите и нова професионална програма за развитието на новите служители са установени. Индивидуално управление на изпълнението, професионална етика и независимо оценяване са адаптирани за подобряване на производителността чрез обучение и засилване на надзора.

## Членство

### Държави членки
- Австралия
- Австрия
- Азербайджан
- Албания
- Алжир
- Ангола
- Андора
- Антигуа и Барбуда
- Аржентина
- Армения
- Афганистан
- Бангладеш
- Барбадос
- Бахамски острови
- Бахрейн
- Беларус
- Белгия
- Белиз
- Бенин
- Боливия
- Босна и Херцеговина
- Ботсвана
- Бразилия
- Буркина Фасо
- Бурунди
- Бутан
- България
- Вануату
- Великобритания
- Венецуела
- Виетнам
- Габон
- Гамбия
- Гана
- Гаяна
- Гватемала
- Гвинея-Бисау
- Гвинея
- Германия
- Гренада
- Грузия
- Гърция
- Дания
- Демократична република Конго
- Джибути
- Доминика
- Доминиканска република
- Египет
- Еквадор
- Екваториална Гвинея
- Еритрея
- Естония
- Етиопия
- Замбия
- Зимбабве
- Израел
- Източен Тимор
- Индия
- Индонезия
- Ирак
- Иран
- Ирландия
- Исландия
- Испания
- Италия
- Йемен
- Йордания
- Кабо Верде
- Казахстан
- Камбоджа
- Камерун
- Канада
- Катар
- Кения
- Кипър
- Киргизстан
- Кирибати
- Китай
- Колумбия
- Коморски острови
- Коста Рика
- Кот д'Ивоар
- Куба
- Кувейт
- Лаос
- Латвия
- Лесото
- Либерия
- Либия
- Ливан
- Литва
- Люксембург
- Мавритания
- Мавриций
- Мадагаскар
- Северна Македония
- Малави
- Малайзия
- Малдивски острови
- Мали
- Малта
- Мароко
- Маршалови острови
- Мексико
- Мианмар
- Микронезия
- Мозамбик
- Молдова
- Монако
- Монголия
- Намибия
- Науру
- Непал
- Нигер
- Нигерия
- Никарагуа
- Ниуе
- Нова Зеландия
- Норвегия
- ОАЕ
- Оман
- Острови Кук
- Пакистан
- Палау
- Панама
- Папуа Нова Гвинея
- Парагвай
- Перу
- Полша
- Португалия
- Република Конго
- Руанда
- Румъния
- Русия
- САЩ
- Салвадор
- Самоа
- Сан Марино
- Сао Томе и Принсипи
- Саудитска Арабия
- Свазиленд
- Северна Корея
- Сейнт Винсент и Гренадини
- Сейнт Китс и Невис
- Сейнт Лусия
- Сейшелски острови
- Сенегал
- Сиера Леоне
- Сирия
- Словакия
- Словения
- Соломонови острови
- Сомалия
- Судан
- Суринам
- Сърбия
- Таджикистан
- Тайланд
- Танзания
- Того
- Тонга
- Тринидад и Тобаго
- Тувалу
- Тунис
- Туркменистан
- Турция
- Уганда
- Узбекистан
- Украйна
- Унгария
- Уругвай
- Фиджи
- Филипини
- Финландия
- Франция
- Хаити
- Холандия
- Хондурас
- Хърватска
- Централноафриканска република
- Чад
- Черна гора
- Чехия
- Чили
- Швейцария
- Швеция
- Шри Ланка
- ЮАР
- Южен Судан
- Южна Корея
- Ямайка
- Япония

### Други членове
- Европейски съюз (органиация член)
- Токелау (асоцииран член)
- Фарьорски острови, Дания (асоцииран член)